# エリダヌス座53番星
エリダヌス座53番星 (53 Eridani、53 Eri) は、エリダヌス座にある恒星。
1688年にドイツの天文学者ゴットフリート・キルヒが作った星座の1つ、Sceptrum Brandenburgicum (ブランデンブルクのおうしゃく座) の一部であった。今は使われなくなったこの星座で最も明るい星であったことから、王笏を意味する Sceptrum という名で呼ばれることもあった。
2017年6月30日、国際天文学連合の恒星の命名に関するワーキンググループ (Working Group on Star Names, WGSN) は、エリダヌス座53番星Aの固有名として、Sceptrum を正式に承認した。